# Салтевський Михайло Васильович
Салтевський Михайло Васильович (8 листопада 1917 — 23 серпня 2009)  — доктор юридичних наук, професор, заслужений діяч науки і техніки України.

## Біографія
З 1948 по 1962 працював у Харківському науково-дослідному інституті судових експертиз на посадах наукового співробітника, завідувач лабораторії, начальником відділу фотофізичних досліджень.
З 1962 по 1971 працював на кафедрі криміналістики Харківського юридичного інституту: доцентом, професором, завідувачем.
З 1971 по 1988 — завідувач кафедри криміналістики Київської вищої школи МВС СРСР.
З 1988 по 1996 роки — професор кафедри криміналістики Національної юридичної академії України імені Ярослава Мудрого.
Останні роки працював на кафедрі криміналістики Харківського національного університету внутрішніх справ.
Учасник Великої Вітчизняної війни, нагороджений 14 орденами та медалями.

## Науковий доробок
У 1956 М. В. Салтевський захистив кандидатську дисертацію на тему «Криміналістичне дослідження замків і пломб у судовій експертизі». У 1970 — докторську дисертацію на тему «Теоретичні основи встановлення групової належності в судовій експертизі (методичні та правові проблеми)»
Роботи Салтевський М. В. присвячені розв'язанню проблем судової експертизи й криміналістики, зробив значний внесок у розвиток теорії ідентифікації. Розробив прийоми вимірювальної фотозйомки, стояв у джерел зародження криміналістичної одорології та фоноскопії, розвивав методики дослідження електронних документів, тактичні прийоми огляду комп'ютерних засобів та ін.
Автор понад 220 наукових праць, у тому числі автор і співавтор декількох десятків монографій, підручників і навчальних посібників з криміналістики. Під його керівництвом захищено 5 докторських і близько 40 кандидатських дисертацій.